# وسام النجوم الثلاثة
وسام النجوم الثلاثة (بالاتفية: Triju Zvaigžņu ordenis) هو أعلى الأوسمة والنياشين التي تمنحها حكومة لاتفيا للمدنيين لمساهمات والخدمات الجديرة بالتقدير، والتي من شأنها رفع مكانة لاتفيا.
أنشئ وسام النجوم الثلاثة في عام 1924 في ذكرى تأسيس جمهورية لاتفيا، وحمل الوسام شعار «خلال المصاعب تظهر النجوم».

## درجات التكريم
لوسام النجوم الثلاثة خمس رتب وثلاث درجات من أوسمة الشرف، وهي:
| درجة التكريم                 | اسم لقب التكريم                                    | شريط الوسام |
| ---------------------------- | -------------------------------------------------- | ----------- |
| الدرجة الأولى                | وسام النجوم الثلاثة لقائد الصليب الكبير فوق العادي |             |
| الدرجة الأولى                | وسام النجوم الثلاثة لقائد الصليب الكبير            |             |
| الدرجة الثانية               | وسام النجوم الثلاثة للمسؤول الكبير                 |             |
| الردجة الثالثة               | وسام النجوم الثلاثة للقائد                         |             |
| الدرجة الرابعة               | وسام النجوم الثلاثة للمسؤول                        |             |
| الدرجة الخامسة               | وسام النجوم الثلاثة للفارس                         |             |
| وسام الشرف من الدرجة الأولى  |                                                    |             |
| وسام الشرف من الدرجة الثانية |                                                    |             |
| وسام الشرف من الدرجة الثالثة |                                                    |             |

يُمنح وسام النجوم الثلاثة لقائد الصليب الكبير فوق العادي في حالات استثنائية. ويتألف من سلسلة تتكون من عشرة عُقد مذهبة تفصلها عن بعضها البعض بالتناوب قطع منقوشة على شكل ثلاثة نجوم، وصليب ناري، وأسد، وعنقاء.

## النجوم الثلاثة
تكون كل واحدة من النجوم الثلاثة الموجودة في شارة الوسام على شكل نجمة خماسية مصنوعة من الفضة، ومتماثلة في تصميمها ولكنها تختلف فقط في الحجم، وتتصل بنجمة خماسية بداخلها ميدالية مطلية بالمينا الزرقاء، وتحيط بها ثلاث نجوم ذهبية تتصل بها من خمس نقاط في وسطها، وعلى حافة النجوم الثلاثة نُقشت عبارة «من أجل الوطن».

## شارة الوسام
تتألف شارة وسام النجوم الثلاثة من ميدالية مطلية بالمينا الزرقاء، وتتصل بأذرعها الخمس ثلاث نجوم ذهبية. يظهر على الجانب الخلفي للشارة ميدالية مذهبة نُقشت عليها عبارات «خلال المصاعب تظهر النجوم» و«جمهورية لاتفيا 18 نوفمبر 1918».

## أوسمة الشرف الثلاث
تتألف أوسمة الشرف من ميدالية مستديرة مُحاطة بإكليل من أوراق البلوط على حافتها، وعلى وجهها الأمامي شارة الوسام، وعلى الوجه الخلفي للميدالية حفر لقلب ملتهب نُقشت أسفله عبارة «من أجل الوطن». تكون ميداليات أوسمة الشرف الثلاث إما مصنوعة من الذهب، أو الفضة، أو البرونز بحسب درجة الوسام الشرفي.

## الحاصلون على الوسام

### قبل الحرب العالمية الثانية في الفترة ما بين عامي (1924–1940)[2]
| الترتيب | التاريخ        | اسم الحاصل على الوسام | الدولة         | ملاحظات                             | درجة التكريم                                       |
| ------- | -------------- | --------------------- | -------------- | ----------------------------------- | -------------------------------------------------- |
| 1       |                | كونستانتين باتس       | Estonia        | حاكم إستونيا (1921–1922، 1923–1924) | وسام النجوم الثلاثة لقائد الصليب الكبير فوق العادي |
| 2       |                | جان تونيسون           | Estonia        | حاكم إستونيا (1927–1928)            | وسام النجوم الثلاثة لقائد الصليب الكبير فوق العادي |
| 3       |                | توماش غاريغ ماساريك   | Czechoslovakia | رئيس تشيكوسلوفاكيا (1918–1935)      | وسام النجوم الثلاثة لقائد الصليب الكبير فوق العادي |
| 4       |                | غاستون دومورغ         | France         | رئيس فرنسا (1924–1931)              | وسام النجوم الثلاثة لقائد الصليب الكبير فوق العادي |
| 5       |                | أنتاناس سميتونا       | Lithuania      | رئيس ليتوانيا (1926–1940)           | وسام النجوم الثلاثة لقائد الصليب الكبير فوق العادي |
| 6       |                | إغناسي موشيكي         | Poland         | رئيس بولندا (1926–1939)             | وسام النجوم الثلاثة لقائد الصليب الكبير فوق العادي |
| 7       |                | لوري كريستيان ريلاندر | Finland        | رئيس فنلندا (1925–1931)             | وسام النجوم الثلاثة لقائد الصليب الكبير فوق العادي |
| 8       |                | غوستاف الخامس         | Sweden         | ملك السويد (1907–1950)              | وسام النجوم الثلاثة لقائد الصليب الكبير فوق العادي |
| 9       |                | جوستافس زيمغالس       | Latvia         | رئيس لاتفيا (1927–1930)             | وسام النجوم الثلاثة لقائد الصليب الكبير فوق العادي |
| 10      |                | ألبرت الأول           | Belgium        | ملك بلجيكا (1909–1934)              | وسام النجوم الثلاثة لقائد الصليب الكبير فوق العادي |
| 11      |                | ألبرت كفيزيس          | Latvia         | رئيس لاتفيا (1930–1936)             | وسام النجوم الثلاثة لقائد الصليب الكبير فوق العادي |
| 12      | 14 ديسمبر 1931 | بير إيفيند سفينهوفود  | Finland        | رئيس فنلندا (1931–1937)             | وسام النجوم الثلاثة لقائد الصليب الكبير فوق العادي |
| 13      |                | كارليس أولمانيس       | Latvia         | رئيس لاتفيا (1936–1940)             | وسام النجوم الثلاثة لقائد الصليب الكبير فوق العادي |
| 14      |                | ميكلوس هورثي          | Hungary        | ملك المجر (1920–1944 )              | وسام النجوم الثلاثة لقائد الصليب الكبير فوق العادي |

### منذ عام 1994 وحتى الآن
| الترتيب | التاريخ        | اسم الحاصل على الوسام      | الدولة                     | ملاحظات                                                  | درجة التكريم                                       |
| ------- | -------------- | -------------------------- | -------------------------- | -------------------------------------------------------- | -------------------------------------------------- |
| 1       | 12 أبريل 1995  | فرانسوا ميتيران            | فرنسا                      | رئيس فرنسا (1981–1995)                                   | وسام النجوم الثلاثة لقائد الصليب الكبير فوق العادي |
| 1       | 12 أبريل 1995  | فرانسوا ميتيران            | أندورا                     | أمير أندورا (1981–1995)                                  | وسام النجوم الثلاثة لقائد الصليب الكبير فوق العادي |
| 2       | 25 سبتمبر 1995 | كارل السادس عشر جوستاف     | السويد                     | ملك السويد (1973–)                                       | وسام النجوم الثلاثة لقائد الصليب الكبير فوق العادي |
| 3       | 25 سبتمبر 1995 | الملكة سيلفيا              | السويد                     | ملكة السويد                                              | وسام النجوم الثلاثة لقائد الصليب الكبير            |
| 4       | 22 أبريل 1996  | ألجيرداس برازوسكاس         | ليتوانيا                   | رئيس ليتوانيا (1993–1988)                                | وسام النجوم الثلاثة لقائد الصليب الكبير            |
| 5       | 9 أكتوبر 1996  | لينارت ميري                | إستونيا                    | رئيس إستونيا (1992–2001)                                 | وسام النجوم الثلاثة لقائد الصليب الكبير فوق العادي |
| 6       | 30 أكتوبر 1996 | الملكة إليزابيث الثانية    | المملكة المتحدة            | ملكة بريطانيا (1952–)                                    | وسام النجوم الثلاثة لقائد الصليب الكبير فوق العادي |
| 7       | 12 مارس 1997   | مارغريت الثانية            | الدنمارك                   | ملكة الدنمارك (1972–)                                    | وسام النجوم الثلاثة لقائد الصليب الكبير فوق العادي |
| 8       | 12 مارس 1997   | فريدريك ، ولي عهد الدنمارك | الدنمارك                   | ولي عهد الدنمارك                                         | وسام النجوم الثلاثة لقائد الصليب الكبير            |
| 9       | 12 مارس 1997   | الأمير هنريك               | الدنمارك                   | قرين أمير الدنمارك                                       | وسام النجوم الثلاثة لقائد الصليب الكبير            |
| 10      | 8 أبريل 1997   | جاك شيراك                  | فرنسا                      | رئيس فرنسا (1995–2007)                                   | وسام النجوم الثلاثة لقائد الصليب الكبير            |
| 10      | 8 أبريل 1997   | جاك شيراك                  | أندورا                     | أمير أندورا (1995–2007)                                  | وسام النجوم الثلاثة لقائد الصليب الكبير            |
| 11      | 23 أبريل 1997  | ألكسندر كوازنيفسكي         | بولندا                     | رئيس بولندا (1995–2005)                                  | وسام النجوم الثلاثة لقائد الصليب الكبير            |
| 12      | 23 أبريل 1997  | أوسكار لويجي سكالفارو      | إيطاليا                    | رئيس إيطاليا (1992–1999)                                 | وسام النجوم الثلاثة لقائد الصليب الكبير            |
| 13      | 17 أكتوبر 1997 | مارتي أهتيساري             | فنلندا                     | رئيس فنلندا (1994–2000)                                  | وسام النجوم الثلاثة لقائد الصليب الكبير            |
| 14      | 5 يونيو 1998   | أولافور راجنار جريمسون     | آيسلندا                    | رئيس أيسلندا (1996–2016)                                 | وسام النجوم الثلاثة لقائد الصليب الكبير            |
| 15      | 22 يوليو 1998  | هارالد الخامس              | النرويج                    | ملك النرويج (1991–)                                      | وسام النجوم الثلاثة لقائد الصليب الكبير فوق العادي |
| 16      | 22 يوليو 1998  | الملكة سونيا               | النرويج                    | ملكة النرويج Consort                                     | وسام النجوم الثلاثة لقائد الصليب الكبير            |
| 17      | 26 أكتوبر 1998 | جونتيس أولمانيس            | لاتفيا                     | رئيس لاتفيا (1993–1999)                                  | وسام النجوم الثلاثة لقائد الصليب الكبير فوق العادي |
| 18      | 22 مارس 1999   | كونستانتينوس ستيفانوبولوس  | اليونان                    | رئيس اليونان (1995–2005)                                 | وسام النجوم الثلاثة لقائد الصليب الكبير            |
| 19      | 19 مايو 1999   | رومان هرتسوغ               | ألمانيا                    | رئيس ألمانيا (1994–1999)                                 | وسام النجوم الثلاثة لقائد الصليب الكبير            |
| 20      | 6 يوليو 1999   | فاتسلاف هافيل              | جمهورية التشيك             | رئيس جمهورية التشيك (1994–1999)                          | وسام النجوم الثلاثة لقائد الصليب الكبير فوق العادي |
| 21      | 8 يوليو 1999   | فيرا فيكي فرايبيرغا        | لاتفيا                     | رئيس لاتفيا (1999–2007)                                  | وسام النجوم الثلاثة لقائد الصليب الكبير فوق العادي |
| 22      | 18 فبراير 2000 | بوريس يلتسين               | روسيا                      | رئيس روسيا (1992–2000)                                   | وسام النجوم الثلاثة لقائد الصليب الكبير فوق العادي |
| 23      | 15 سبتمبر 2000 | هاكون                      | النرويج                    | ولي عهد النرويج                                          | وسام النجوم الثلاثة لقائد الصليب الكبير            |
| 24      | 12 مارس 2001   | فالداس أدامكوس             | ليتوانيا                   | رئيس ليتوانيا (1998–2003/2004–09)                        | وسام النجوم الثلاثة لقائد الصليب الكبير فوق العادي |
| 25      | 12 مارس 2001   | ألما أدامكيني              | ليتوانيا                   | زوجة رئيس ليتوانيا                                       | وسام النجوم الثلاثة لقائد الصليب الكبير            |
| 26      | 12 أبريل 2001  | تاريا هالونين              | فنلندا                     | رئيسة فنلندا (2000–2012)                                 | وسام النجوم الثلاثة لقائد الصليب الكبير فوق العادي |
| 27      | 12 أبريل 2001  | بينتي أراجارفي             | فنلندا                     | زوج رئيسة فنلندا                                         | وسام النجوم الثلاثة لقائد الصليب الكبير            |
| 28      | 10 أكتوبر 2001 | فيرينس مادل                | المجر                      | رئيس المجر (2000–2005)                                   | وسام النجوم الثلاثة لقائد الصليب الكبير فوق العادي |
| 29      | 12 أبريل 2002  | ميلان كوتشان               | سلوفينيا                   | رئيس سلوفينيا (1991–2002)                                | وسام النجوم الثلاثة لقائد الصليب الكبير فوق العادي |
| 30      | 10 مارس 2003   | يوهانس راو                 | ألمانيا                    | رئيس ألمانيا (1999–2004)                                 | وسام النجوم الثلاثة لقائد الصليب الكبير فوق العادي |
| 31      | 10 مارس 2003   | كريستينا راو               | ألمانيا                    | زوجة رئيس ألمانيا                                        | وسام النجوم الثلاثة لقائد الصليب الكبير            |
| 32      | 8 مايو 2003    | خورخي سامبايو              | البرتغال                   | رئيس البرتغال (1996–2006)                                | وسام النجوم الثلاثة لقائد الصليب الكبير فوق العادي |
| 33      | 8 مايو 2003    | ماريا خوسيه ريتا           | البرتغال                   | زوجة رئيس البرتغال                                       | وسام النجوم الثلاثة لقائد الصليب الكبير            |
| 34      | 25 نوفمبر 2003 | جورجي بارفانوف             | بلغاريا                    | رئيس بلغاريا (2002–2012)                                 | وسام النجوم الثلاثة لقائد الصليب الكبير فوق العادي |
| 35      | 25 نوفمبر 2003 | زوركا بارفانوفا            | بلغاريا                    | زوجة رئيس بلغاريا                                        | وسام النجوم الثلاثة لقائد الصليب الكبير            |
| 36      | 10 فبراير 2004 | جويدو دي ماركو             | مالطا                      | رئيس مالطا (1999–2004)                                   | وسام النجوم الثلاثة لقائد الصليب الكبير            |
| 37      | 10 فبراير 2004 | إدوارد فينيش أدامي         | مالطا                      | رئيس وزراء مالطا (1998–2003/2004) رئيس مالطا (2004–2009) | وسام النجوم الثلاثة لقائد الصليب الكبير            |
| 38      | 10 فبراير 2004 | فيوليت دي ماركو            | مالطا                      | زوجة رئيس مالطا                                          | وسام النجوم الثلاثة لقائد الصليب الكبير            |
| 39      | 31 مارس 2004   | كارلو أزيجليو شيامبى       | إيطاليا                    | رئيس إيطاليا (1999–2006)                                 | وسام النجوم الثلاثة لقائد الصليب الكبير فوق العادي |
| 40      | 16 أكتوبر 2004 | خوان كارلوس الأول          | إسبانيا                    | ملك إسبانيا (1975–2014)                                  | وسام النجوم الثلاثة لقائد الصليب الكبير فوق العادي |
| 41      | 16 أكتوبر 2004 | الملكة صوفيا               | إسبانيا                    | ملكة إسبانيا (1975–2014)                                 | وسام النجوم الثلاثة لقائد الصليب الكبير فوق العادي |
| 42      | 16 أكتوبر 2004 | الأمير فيليب               | إسبانيا                    | أمير أستورياس وولي العهد الحالي لملك إسبانيا (2014–)     | وسام النجوم الثلاثة لقائد الصليب الكبير            |
| 43      | 16 أكتوبر 2004 | الأميرة ليتيتسيا           | إسبانيا                    | أميرة أستورياس وولية العهد الآن                          | Commander Grand Cross                              |
| 44      | 16 أكتوبر 2004 | ياب دي هوب شيفر            | هولندا                     | الأمين العام لحلف الناتو                                 | وسام النجوم الثلاثة لقائد الصليب الكبير            |
| 45      | 16 أكتوبر 2004 | جونتر فيرهوجن              | ألمانيا                    | المفوض الأوروبي                                          | وسام النجوم الثلاثة لقائد الصليب الكبير            |
| 46      | 16 أكتوبر 2004 | رومانو برودي               | إيطاليا                    | رئيس وزراء إيطاليا                                       | وسام النجوم الثلاثة لقائد الصليب الكبير            |
| 47      | 16 أكتوبر 2004 | بات كوكس                   | أيرلندا                    | رئيس البرلمان الأوروبي                                   | وسام النجوم الثلاثة لقائد الصليب الكبير            |
| 48      | 16 أكتوبر 2004 | جورج روبرتسون              | المملكة المتحدة            | الأمين العام لحلف الناتو                                 | وسام النجوم الثلاثة لقائد الصليب الكبير            |
| 49      | 28 فبراير 2005 | إيفان جاسباروفيتش          | سلوفاكيا                   | رئيس سلوفاكيا (2004–2014 )                               | وسام النجوم الثلاثة لقائد الصليب الكبير            |
| 50      | 3 مايو 2005    | جورج دبليو بوش             | الولايات المتحدة الأمريكية | رئيس الولايات المتحدة الأمريكية (2001–2009)              | وسام النجوم الثلاثة لقائد الصليب الكبير فوق العادي |
| 51      | 4 يوليو 2005   | يولانتا كوازنيفسكا         | بولندا                     | زوجة رئيس بولندا                                         | وسام النجوم الثلاثة لقائد الصليب الكبير            |
| 52      | 30 نوفمبر 2005 | أرنولد روتيل               | إستونيا                    | رئيس إستونيا (2001–2006)                                 | وسام النجوم الثلاثة لقائد الصليب الكبير فوق العادي |
| 53      | 30 نوفمبر 2005 | إنغريد روتيل               | إستونيا                    | زوجة رئيس إستونيا                                        | وسام النجوم الثلاثة لقائد الصليب الكبير            |
| 54      | 24 أبريل 2006  | فيكتور يوشتشينكو           | أوكرانيا                   | رئيس أوكرانيا (2005–2010)                                | وسام النجوم الثلاثة لقائد الصليب الكبير فوق العادي |
| 55      | 17 مايو 2006   | بياتريكس                   | هولندا                     | ملكة هولندا (1980–2013)                                  | وسام النجوم الثلاثة لقائد الصليب الكبير فوق العادي |
| 56      | 25 مايو 2006   | ألكسي الثاني               | روسيا                      | بطريرك موسكو (1990–2008)                                 | وسام النجوم الثلاثة لقائد الصليب الكبير            |
| 57      | 15 يونيو 2006  | ماري فينيش آدمي            | مالطا                      | زوجة رئيس مالطا                                          | وسام النجوم الثلاثة لقائد الصليب الكبير            |
| 58      | 31 أغسطس 2006  | لازلو سوليوم               | المجر                      | رئيس المجر (2005–2010)                                   | وسام النجوم الثلاثة لقائد الصليب الكبير فوق العادي |
| 59      | 4 ديسمبر 2006  | هنري                       | لوكسمبورغ                  | دوق لوكسومبرغ الكبير (2000–)                             | وسام النجوم الثلاثة لقائد الصليب الكبير فوق العادي |
| 60      | 4 ديسمبر 2006  | ماريا تيريزا               | لوكسمبورغ                  | زوجة دوق لوكسبرغ الكبير                                  | وسام النجوم الثلاثة لقائد الصليب الكبير            |
| 61      | 4 ديسمبر 2006  | جان كلود يونكر             | لوكسمبورغ                  | ررئيس ئيساء لوكسمبرغ995–2013)                            | وسام النجوم الثلاثة لقائد الصليب الكبير            |
| 62      | 15 مارس 2007   | إيمانتس فرايبرجز           | لاتفيا                     | زوج رئيسة لاتفيا                                         | وسام النجوم الثلاثة لقائد الصليب الكبير            |
| 63      | 15 مارس 2007   | ألبرت الثاني               | بلجيكا                     | ملك بلجيكا (1993–2013)                                   | وسام النجوم الثلاثة لقائد الصليب الكبير فوق العادي |
| 64      | 15 مارس 2007   | الملكة باولا               | بلجيكا                     | ملك بلجيكا (1993–2013) now former Queen                  | وسام النجوم الثلاثة لقائد الصليب الكبير            |
| 65      | 15 مارس 2007   | محمد السادس                | المغرب                     | ملك المغرب (1999–)                                       | وسام النجوم الثلاثة لقائد الصليب الكبير            |
| 66      | 15 مارس 2007   | الإمبراطور أكيهيتو         | اليابان                    | إمبراطور اليابان (1989–2019)                             | وسام النجوم الثلاثة لقائد الصليب الكبير فوق العادي |
| 67      | 15 مارس 2007   | تاسوس بابادوبولوس          | قبرص                       | رئيس قبرص (2003–2008)                                    | وسام النجوم الثلاثة لقائد الصليب الكبير فوق العادي |
| 68      | 15 مارس 2007   | فوتايني بابادوبولو         | قبرص                       | زوجة رئيس قبرص                                           | وسام النجوم الثلاثة لقائد الصليب الكبير            |
| 69      | 11 أبريل 2008  | فالديس زاتليرس             | لاتفيا                     | رئيس لاتفيا (2007–2011)                                  | وسام النجوم الثلاثة لقائد الصليب الكبير فوق العادي |
| 70      | 19 يونيو 2008  | كاترينا يوشينكو            | أوكرانيا                   | زوجة رئيس أوكرانيا                                       | وسام النجوم الثلاثة لقائد الصليب الكبير            |
| 71      | 1 سبتمبر 2008  | ستيبان ماسيتش              | كرواتيا                    | رئيس كرواتيا (2000–2010)                                 | وسام النجوم الثلاثة لقائد الصليب الكبير فوق العادي |
| 72      | 1 أكتوبر 2008  | نور سلطان نزارباييف        | كازاخستان                  | رئيس كازاخستان (1990–2019)                               | وسام النجوم الثلاثة لقائد الصليب الكبير فوق العادي |
| 73      | 1 أكتوبر 2008  | إسلام كريموف               | أوزبكستان                  | رئيس أوزبكستان (1990–2016 )                              | وسام النجوم الثلاثة لقائد الصليب الكبير فوق العادي |
| 74      | 14 أكتوبر 2008 | ماثيو فيستينج              | مالطا                      | أمير ماست (2008–2017)                                    | وسام النجوم الثلاثة لقائد الصليب الكبير            |
| 75      | 12 يناير 2009  | هانس غيرت بوترينغ          | ألمانيا                    | رئيس البرلمان الأوروبي                                   | وسام النجوم الثلاثة لقائد الصليب الكبير            |
| 76      | 30 مارس 2009   | توماس هندريك إلفيس         | إستونيا                    | رئيس إستونيا (2006–2016)                                 | وسام النجوم الثلاثة لقائد الصليب الكبير فوق العادي |
| 77      | 30 مارس 2009   | إيفلين إلفيس               | إستونيا                    | زوجة رئيس إستونيا                                        | وسام النجوم الثلاثة لقائد الصليب الكبير            |
| 78      | 9 يوليو 2009   | إمام علي رحمون             | طاجيكستان                  | رئيس طاجيكستان (1992–)                                   | وسام النجوم الثلاثة لقائد الصليب الكبير فوق العادي |
| 79      | 6 أغسطس 2009   | إلهام علييف                | أذربيجان                   | رئيس أذربيجان (2003–)                                    | وسام النجوم الثلاثة لقائد الصليب الكبير فوق العادي |
| 80      | 4 فبراير 2011  | داليا غريبوسكاتو           | ليتوانيا                   | رئيس ليتوانيا (2009–2019)                                | وسام النجوم الثلاثة لقائد الصليب الكبير فوق العادي |
| 81      | 28 فبراير 2011 | ترايان بوسيسكو             | رومانيا                    | رئيس رومانيا (2004–2012)                                 | وسام النجوم الثلاثة لقائد الصليب الكبير فوق العادي |
| 82      | 7 يوليو 2011   | أندريس بيرزينش             | لاتفيا                     | رئيس لاتفيا (2011–2015)                                  | وسام النجوم الثلاثة لقائد الصليب الكبير فوق العادي |
| 83      | 29 مارس 2012   | إيفو يوسيبوفيتش            | كرواتيا                    | رئيس كرواتيا (2010–2015)                                 | وسام النجوم الثلاثة لقائد الصليب الكبير فوق العادي |
| 84      | 28 مايو 2012   | ميخائيل ساكاشفيلي          | جورجيا                     | رئيس جورجيا (2008–2013)                                  | وسام النجوم الثلاثة لقائد الصليب الكبير فوق العادي |
| 85      | 22 نوفمبر 2012 | برونيسواف كوموروفسكي       | بولندا                     | رئيس بولندا (2010–2015)                                  | وسام النجوم الثلاثة لقائد الصليب الكبير فوق العادي |
| 86      | 22 نوفمبر 2012 | آنا كوموروفسكا             | بولندا                     | زوجة رئيس بولندا                                         | وسام النجوم الثلاثة لقائد الصليب الكبير            |
| 87      | 3 يوليو 2013   | يواكيم جوك                 | ألمانيا                    | رئيس ألمانيا (2012–2017)                                 | وسام النجوم الثلاثة لقائد الصليب الكبير فوق العادي |
| 88      | 3 يوليو 2013   | دانييلا شادت               | ألمانيا                    | الشريك المحلي لرئيس ألمانيا                              | وسام النجوم الثلاثة لقائد الصليب الكبير            |
| 89      | 9 سبتمبر 2013  | سولي نينيستو               | فنلندا                     | رئيس فنلندا (2012–)                                      | وسام النجوم الثلاثة لقائد الصليب الكبير فوق العادي |
| 90      | 9 سبتمبر 2013  | جيني هوكيو                 | فنلندا                     | زوجة رئيس فنلندا                                         | وسام النجوم الثلاثة لقائد الصليب الكبير            |
| 91      | 2 أبريل 2015   | هاينز فيشر                 | النمسا                     | رئيس النمسا (2004–2017)                                  | وسام النجوم الثلاثة لقائد الصليب الكبير فوق العادي |
| .       | 25 سبتمبر 1995 | الأميرة فكتويا             | السويد                     | أميرة السويد                                             | وسام النجوم الثلاثة للمسؤول الكبير                 |
| .       | 25 سبتمبر 1995 | الأميرة ليليان             | السويد                     | أميرة سويدية                                             | وسام النجوم الثلاثة للمسؤول الكبير                 |
| .       | 22 مارس 2005   | الأمير كارل فيليب          | السويد                     | أمير السويد                                              | وسام النجوم الثلاثة للمسؤول الكبير                 |
| .       | 22 مارس 2005   | الأميرة مادلين             | السويد                     | أميرة سويدية                                             | وسام النجوم الثلاثة للمسؤول الكبير                 |